# Världsmästerskapen i orientering 2001
Världsmästerskapen i orientering 2001 hölls den 29 juli-4 augusti 2001 i Tammerfors i Finland.

## Medaljörer

### Herrar

#### Klassisk distans
1. Jørgen Rostrup, Norge 1.29.43
2. Jani Lakanen, Finland 1.30.17
3. Carl Henrik Bjørseth, Norge 1.31.58

#### Kortdistans
1. Pasi Ikonen, Finland 23.41
2. Tore Sandvik, Norge 24.02
3. Jørgen Rostrup, Norge 24.15

#### Sprint
1. Jimmy Birklin, Sverige 10.55,9
2. Pasi Ikonen, Finland 11.06,1
3. Jörgen Olsson, Sverige 11.09,7

#### Stafett
1. Finland (Jani Lakanen, Jarkko Huovila, Juha Peltola, Janne Salmi) 2.48.53
2. Norge (Bernt Bjørnsgaard, Carl Henrik Bjørseth, Tore Sandvik, Bjørnar Valstad) 2.50.59
3. Tjeckien (Michal Horáček, Michal Jedlička, Radek Novotný, Rudolf Ropek) 2.52.25

### Damer

#### Klassisk distans
1. Simone Luder, Schweiz 1.14.57
2. Marika Mikkola, Finland 1.15.00
3. Reeta Kolkkala, Finland 1.15.43

#### Kortdistans
1. Hanne Staff, Norge 25.41
2. Jenny Johansson, Sverige 25.54
3. Gunilla Svärd, Sverige 25.58

#### Sprint
1. Vroni König-Salmi, Schweiz 10.54,9
2. Johanna Asklöf, Finland 11.00,5
3. Simone Luder, Schweiz 11.01,9

#### Stafett
1. Finland (Reeta Kolkkala, Liisa Anttila, Marika Mikkola, Johanna Asklöf) 2.37.01
2. Sverige (Katarina Allberg, Jenny Johansson, Cecilia Nilsson, Gunilla Svärd) 2.41.00
3. Norge (Birgitte Husebye, Linda Antonsen, Elisabeth Ingvaldsen, Hanne Staff) 2.41.00